# 1/64スケール
1/64スケール（64分の1スケール、英: 1/64 scale）とは、主にミニカーや鉄道模型などで用いられる縮尺の一つである。実物の64分の1の大きさに模型を製作する方式で、特にダイキャスト製ミニカーの分野で広く普及している。自動車であれば、全長4.5mの実車が模型では約7cmとなる。

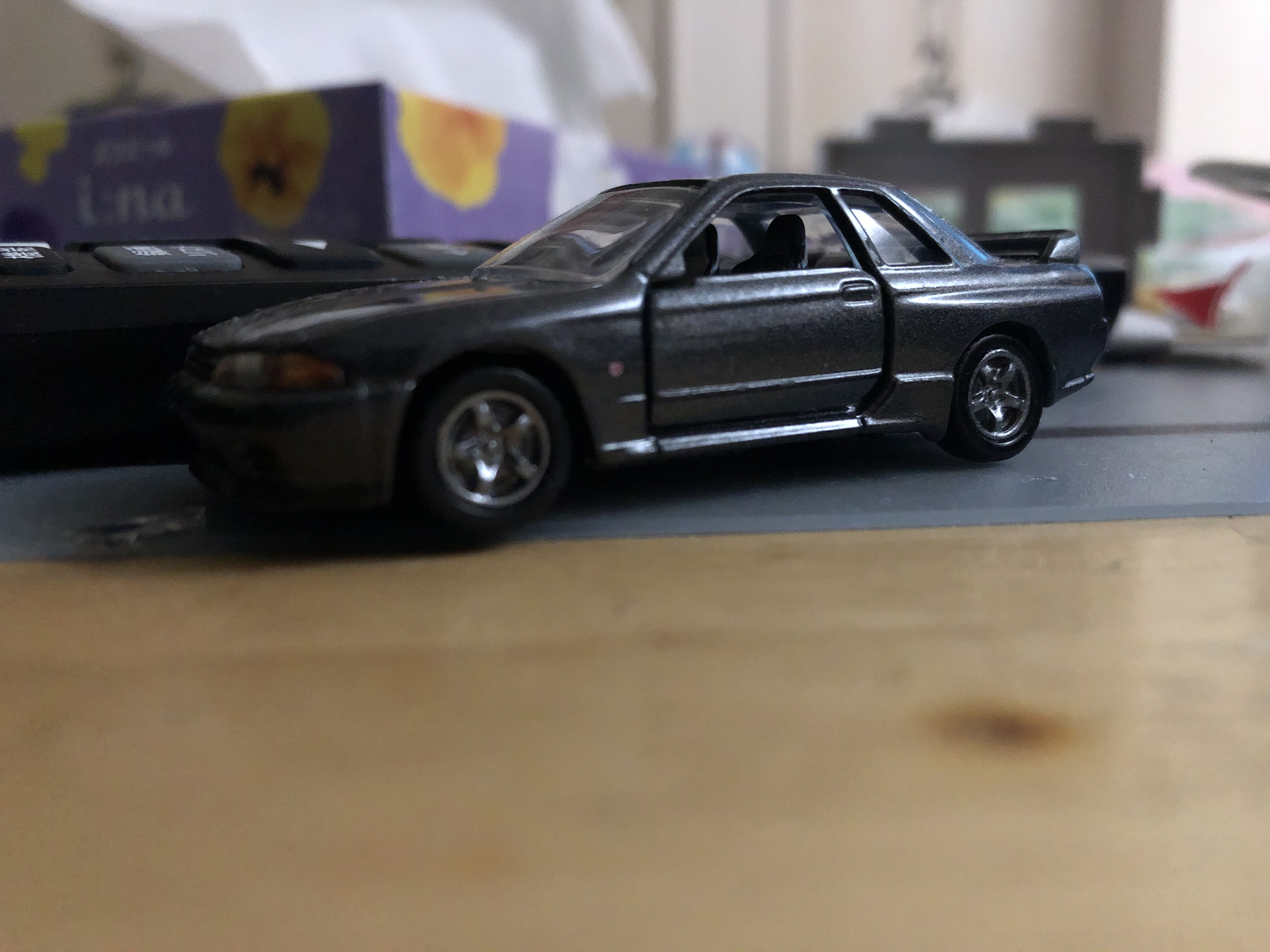
トミカプレミアムの日産・スカイラインGT-R

## 概要
1/64スケールは、HOゲージ鉄道模型の縮尺である1/87スケールや、一般的なミニカーの縮尺である1/43スケールと比較して、より手軽で収集しやすいサイズとして定着した。このスケールは、特に北米市場において、マッチボックスやホットウィールといったメーカーがこのサイズの製品を積極的に展開したことが普及の大きな要因となった。

## 歴史

### ミニカーの黎明期
1953年にイギリスのマッチボックスが「1-75シリーズ」として発売したミニカーは、車種によってスケールが異なるものの、その多くが1/64スケールに近いサイズ感であった。これは、マッチ箱に収まるサイズというコンセプトを重視したためであり、このサイズがミニカーのスタンダードの一つを形成するきっかけとなった。

### ホットウィールの登場
1968年にアメリカの玩具メーカーマテルが「ホットウィール」ブランドを立ち上げると、この1/64スケールのミニカー市場は一気に活性化した。ホットウィールは、それまでのミニカーとは一線を画す派手なデザインと、プラスチック製の低摩擦ホイールによる走行性能を追求したことで、子供たちだけでなく大人からも注目を集めた。

### 日本での展開
日本では、1970年にタカラトミー（当時はトミー工業）が「トミカ」を発売した。トミカも車種によってスケールが異なるが、多くの車種が1/60～1/70程度のサイズであり、後の「トミカリミテッドヴィンテージ」などで本格的に1/64スケールが採用された。

## 主な製品分野

### ミニカー
1/64スケールは、ミニカーにおいて最も一般的なスケールの一つである。
- 大衆向けミニカー: ホットウィール、マッチボックス、トミカ（一部）など。低価格で大量生産されることが多く、子供の玩具として親しまれている。
- コレクター向けミニカー: 京商、トミカリミテッドヴィンテージ、グリーンライト、MINI GT、Tarmac Worksなど。より精密なディテールや塗装が施され、大人向けのホビーとして展開されている。

### 鉄道模型
アメリカ型鉄道模型においては、Sゲージが1/64スケールに相当する。
- Sゲージ: 軌間は22.4mmが一般的。HOゲージやNゲージに比べると市場は小さいが、愛好家が存在し、機関車や車両、ストラクチャーなどが製造されている。